# Cerkiew Świętej Trójcy w Siedlcach
Cerkiew pod wezwaniem Świętej Trójcy – prawosławna cerkiew parafialna w Siedlcach. Należy do dekanatu Biała Podlaska diecezji lubelsko-chełmskiej Polskiego Autokefalicznego Kościoła Prawosławnego.
Świątynia znajduje się przy ulicy Brzeskiej 15.
Budowę cerkwi prawosławnej pod wezwaniem Świętej Trójcy w Siedlcach rozpoczęto jesienią 1984 pod przewodnictwem ks. mitrata Borysa Dykańca, a konsekrowana została dnia 10 czerwca 1990 przez arcybiskupa białostockiego i gdańskiego Sawę oraz biskupa lubelskiego i chełmskiego Abla. Jest ona oparta na planie kwadratu i posiada jedną kopułę zwieńczoną ośmioramiennym krzyżem, w środku natomiast znajduje się współczesny ikonostas. Świątynia architektonicznie wzorowana jest na cerkwi Opieki Matki Bożej na Nerli.
Wiosną 2013 pozłocono kopułę cerkwi. W tym samym roku zbudowano wolnostojącą dzwonnicę, na której 13 października zawieszono 3 dzwony, poświęcone przez ordynariusza diecezji, arcybiskupa Abla. Tego samego dnia w cerkwi umieszczono – wykonaną na Ukrainie – kopię Częstochowskiej Ikony Matki Bożej. Lokalne święto ku czci ikony ustalono na 2. niedzielę października.
Po dokonaniu gruntownego remontu (w tym wymiany ikonostasu, utensyliów i innych elementów wyposażenia oraz wykonaniu polichromii ściennej) cerkiew została 11 października 2020 r. poświęcona przez arcybiskupa lubelskiego i chełmskiego Abla oraz biskupa siemiatyckiego Warsonofiusza.